# Chiara Di Marziantonio
Chiara Di Marziantonio (1º dicembre 1995) è una tiratrice a volo italiana, vincitrice della medaglia d'oro nello skeet nel tiro a volo alle Universiadi 2019 .